# Attack: Parte 1
Attack: Part 1 es una película de acción de ciencia ficción india en hindi de 2022  dirigida por Lakshya Raj Anand, quien coescribió la película con Sumit Batheja y Vishal Kapoor, basada en una historia de John Abraham, quien protagoniza en la película junto a Jacqueline Fernandez y Rakul Preet Singh, con Prakash Raj y Ratna Pathak Shah en papeles secundarios.Attack se estrenó el 1 de abril de 2022 y recibió críticas mixtas y positivas de los críticos, pero finalmente fue un fracaso en taquilla.

## Trama
En 2010, el oficial del ejército indio Arjun Shergill tiene la misión de capturar al terrorista Rehman Gul, quien atacó un convoy del ejército indio dos días antes. Después de un tiroteo, Arjun arresta a Rehman y salva a un terrorista suicida, que es el hijo de Rehman, Hamid Gul.12 años después, en el aeropuerto de Mumbai, Arjun conoce a la azafata Ayesha y se enamoran. El aeropuerto es atacado por los hombres de Hamid y Ayesha muere. Arjun está paralizado del cuello para abajo. VK Subramaniam, jefe de la inteligencia india y oficial superior de Arjun, propone al primer ministro un programa de supersoldado operado por IA . La científica del DRDO, Sabaha Qureshi, ha estado modificando el programa de supersoldados durante 7 años y está al borde de un gran avance.
El Primer Ministro está de acuerdo y Subramaniam selecciona a Arjun para el programa. Arjun duda, pero acepta porque quiere vengar la muerte de Ayesha. Arjun opera bajo el mando del Asistente Robótico Inteligente o IRA, que está restringido debido al trauma de Arjun.
El gobierno descubre que Hamid está adquiriendo armas químicas en Europa del Este. Sabaha llega al Parlamento para presentar los avances de Arjun al Ministro de Defensa. Mientras conversa con el IRA, Arjun se entera de que Hamid está planeando atacar el Parlamento e informa a Subramaniam, que se encuentra en Sansad Marg .
Hamid y sus compañeros terroristas, disfrazados de personal de la Fuerza de Acción Rápida, secuestran el Parlamento y capturan el Ministerio del Parlamento y los ministros de la Unión, incluidos el Primer Ministro y Sabaha. Arjun parte hacia el Parlamento con comandos de la Guardia de Seguridad Nacional, pero Hamid exige que el GSN se retire del Parlamento a cambio de la liberación de 50 rehenes. Subramabiam insiste al primer ministro interino Digvijay Singh para que realice una extracción parcial y envía a Arjun a infiltrarse de forma encubierta en el Parlamento y transmitir información. Arjun se cuela en el Parlamento con la ayuda del IRA y mata a algunos guardias cuando ingresa a la sala de control y proporciona transmisión en vivo a Subramaniam.
Hamid exige la liberación de Rehman. Sabaha es atrapada por el terrorista Hussain pero Arjun mata a Hussain y la rescata. Arjun se revela a Hamid a través de un walkie talkie y Hamid insiste en que Digvijay, Subramaniam y otros le ordenen a Arjun que se rinda. Arjun acepta rendirse y es llevado a Hamid, donde uno de los hombres de Hamid golpea a Arjun en el cuello, provocando un mal funcionamiento en el IRA. Hamid exige un salvoconducto para huir en un avión a Ecuador y libera a los rehenes, pero activa una bomba de gas sarín que explota en el Parlamento. . Rehman sale de prisión y es llevado al aeropuerto.
Sabaha recupera su computadora portátil y reinicia IRA, lo que le permite a Arjun matar a todos los terroristas. Arjun le cuenta a Subramaniam sobre la bomba y le pide interceptar a Hamid, pero Hamid ya huyó por un viejo túnel y se dirige al aeropuerto en una ambulancia. Arjun le dice a Sabaha que se retire con los rehenes y persigue a Hamid hasta el aeropuerto donde estrella el vuelo. Arjun mata a Hamid y desactiva la bomba. Sabaha rescata a los rehenes y los comandos NSG matan a Rehman arrojándolo fuera del avión en el aire. Arjun es apreciado por Subramaniam y los ministros y abandona el parlamento en ambulancia. Más tarde, Arjun es designado para otra misión.

## Elenco
- John Abraham como el Mayor Arjun Shergill, un cyborg y el primer supersoldado de la India [5]
- Rakul Preet Singh como Dr. Sabaha Qureshi, científico de DRDO
- Jacqueline Fernandez como Ayesha Roy, azafata y amante de Arjun.
- Prakash Raj como Vadraj Kumar "VK" Subramaniam, secretario de Defensa y oficial superior de Arjun
- Ratna Pathak Shah como Shanti Shergill, la madre de Arjun
- Serena Walia como IRA (voz), asistente personal de IA de Arjun
- Elham Ehsas como Hamid Gul, hijo de Rehman y principal antagonista.
- Rajit Kapur como Ministro del Interior Digvijay Singh
- Kiran Kumar como el jefe del ejército indio, KV Singh
- Habib Al Aidroos como Rehman Gul, el padre de Hamid
- Tamara D'Souza como Juhi, amiga de Ayesha
- Mir Mehroos como el joven Hamid Gul
- Jaimini Pathak como negociador Sukrut
- Babrak Akbari como Mustafa
- Nimish Desai como Primer Ministro
- Ashish Nijhawan como Hussain
- Shahnawaz Bhatt como Saqlain
- Vikas Tomar como asistente del ministro del Interior
- Ranjit Punia como oficial de CRPF
- Ranjeet Singh como oficial de la RAF
- Karan Mehat como Shahid

## Producción
La fotografía principal comenzó en enero de 2020. La producción se suspendió en marzo de 2020 debido a la pandemia de COVID-19. El tiroteo se reanudó en febrero de 2021.

## Realización
La película estaba originalmente programada para estrenarse en cines en todo el mundo el 14 de agosto de 2020. Sin embargo, se retrasó debido a la suspensión de tiro. Su lanzamiento estaba previsto para el 28 de enero de 2022, sin embargo, se pospuso debido al aumento de casos de la variante Omicron. Se estrenó en cines el 1 de abril de 2022. La película se transmitió por ZEE5 el 27 de mayo.

## Recepción

### Taquillas
Attack ganó ₹ 3,51 millones de rupias en la taquilla nacional el día de su inauguración. El segundo día, la película recaudó ₹ 3,75 millones de rupias. El tercer día, la película tuvo una recaudación mundial de ₹ 4,25 millones de rupias, lo que llevó la recaudación total del fin de semana nacional a ₹ 11,51 millones de rupias.A 2022  de abril del  14, the film grossed ₹ 19.20 crore in India and ₹ 3.50 crore overseas, for a worldwide gross collection of ₹ 22.70 crore.

### Crítica
La película recibió críticas mixtas a positivas de críticos que elogiaron las secuencias de acción, los efectos visuales y la música de fondo mientras criticaban el guion. Rachana Dubey de The Times of India le dio a la película una calificación de 3,5/5 y escribió "Attack: Part One, es un reloj atractivo, de principio a fin". Grace Cyril de India Today le dio a la película una calificación de 3/5 y escribió: "Attack se destaca bien con sus efectos visuales y nuevos conceptos, todo cubierto con una capa de ciencia ficción moderna y elegante". Avinash Lohana de Pinkvilla le dio a la película una calificación de 3/5 y escribió: "Mantén la mente abierta, no compares y dale una oportunidad a la película. Puede que te guste". Bharathi Pradhan de Lehren le dio a la película una calificación de 3/5 y escribió: "John puede hacer una reverencia porque es uno de los productores de la película y también se le atribuye la idea de la historia". Taran Adarsh de Bollywood Hungama le dio a la película una calificación de 3/5 y escribió "ATAQUE - PARTE 1 funciona debido al concepto novedoso, la acción, los efectos visuales y la actuación de primer nivel de John Abraham". Rohit Bhatnagar de The Free Press Journal le dio a la película una calificación de 3/5 y escribió: "'Attack - Part 1' podría ser el comienzo de una nueva era en la industria cinematográfica hindi sólo si se ignora la larga lista de lagunas y secuencias cliché. ".Saibal Chatterjee de NDTV le dio a la película una calificación de 2,5/5 y escribió: "Para crédito del director Lakshya Raj Anand, el trepidante drama de rehenes no llega a ser un terrible asalto a los sentidos". Shubhra Gupta de Indian Express le dio a la película una calificación de 2,5/5 y escribió: "Sabemos exactamente cómo resultarán las cosas, sin tensión para el cerebro. Todo es sencillo, sin personajes complicados, sin situaciones moralmente ambiguas". Shubham Kulkarni de Koimoi le dio a la película una calificación de 2/5 y escribió: "Lakshya Raj Anand sólo se centra en las secuencias de batalla y todo lo que sucede entre ellos parece vago". Tatsam Mukherjee de Firstpost le dio a la película una calificación de 1/5 y escribió: "Cualesquiera que sean las medidas tomadas por una película anterior de John Abraham, parece haber una sed de sangre renovada en Attack, que está tratando activamente de cortejar a las 'masas' de Uri . : La huelga quirúrgica y los archivos de Cachemira ".

## Banda sonora
La música de la película está compuesta por Shashwat Sachdev y la letra escrita por Kumaar y Bjorn Surrao . 

## Futuro
La película, como indica el título, se realizó como parte de una franquicia planificada. El director Anand ha declarado a Hindustan Times : "Hemos creado estos personajes cuyo viaje no termina después de la primera parte, el viaje comienza. Y él lleva el aprendizaje de lo que sucede en la primera parte a la segunda y tercera parte. Automáticamente se presta a películas de acción". Para Attack: Part 2, John Abraham ha dicho que hay un guion listo y que "firmaron para Attack 2 con Jayanti Bhai incluso antes del lanzamiento de Attack".